# Президентские выборы в Армении (2018)
Президентские выборы в Армении 2018 года состоялись 2 марта 2018 года. Впервые Президент Армении избирался не на всенародной основе, а Национальным Собранием. Президент Серж Саргсян не имел права баллотироваться на третий срок.

## Законодательный базис
На Конституционном референдуме, прошедшем 6 декабря 2015 года, были приняты изменения Конституции. В частности, Армения стала парламентской республикой.

## Критерии, предъявляемые к кандидатам в президенты
Согласно поправкам к Конституции, Президентом может быть избран каждый, достигший возраста сорока лет, являющийся только гражданином Армении последние шесть лет, проживающий постоянно в Республике Армении последние шесть лет, имеющий избирательное право и владеющий армянским языком.
Любое лицо может быть избрано Президентом Армении только один раз.

## Процедура выборов
Президент избирается Национальным Собранием сроком на семь лет. Кандидат в Президенты может быть выдвинут как минимум четвертью депутатов Национального Собрания. В первом туре голосования избранным считается кандидат, набравший как минимум три четверти голосов депутатов Национального Собрания. Если ни один кандидат не набрал требуемого количества голосов, то проводится второй тур, в котором могут участвовать все кандидаты, участвовавшие в первом туре. Во втором туре голосования избранным считается кандидат, набравший как минимум три пятых голосов депутатов Национального Собрания. Если и во втором туре ни один кандидат не набрал требуемого количества голосов, то проводится третий тур, в котором могут участвовать два кандидата, набравших во втором туре наибольшее количество голосов. В третьем туре голосования избранным считается кандидат, набравший больше половины голосов от общего числа депутатов. Если и в третьем туре Президент не избран, то в десятидневный срок проводятся новые выборы Президента.
В отношении выборов 2018 года установлена оговорка — в третьем туре голосования избранным считается кандидат, набравший наибольшее количество голосов.

## Кандидаты
Единственным кандидатом на выборах 2018 года был Армен Саркисян. Выдвинут РПА с 58 голосами, АРФД с 7 голосами, Царукян с 30 голосами поддержал это решение. Фракция Исход с 9 голосами голосовала против Саркисяна.

## Результаты
По итогам выборов Армен Саркисян избран президентом Армении.